# Condado de Delaware (Pensilvânia)
O Condado de Delaware (em inglês:  Delaware County) é um dos 67 condados do estado americano da Pensilvânia. A sede do condado é Media e sua maior cidade é Chester. Foi fundado em 26 de setembro de 1789.
O condado possui uma área de 494 km², dos quais 476 km² estão cobertos por terra e 17 km² por água, uma população de 558 979 habitantes, e uma densidade populacional de 1 174 hab/km² (segundo o censo nacional de 2010). É o quinto condado mais populoso da Pensilvânia.